# Aftandil Hacıyev
Aftandil Hacıyev (transkrypcja rosyjskiej pisowni: Aftandił Hadżijew; ur. 13 sierpnia 1981 w Baku) – piłkarz reprezentacji Azerbejdżanu, grający na pozycji obrońcy.
Hacıyev w reprezentacji swojego kraju zadebiutował 17 lipca 2000 roku w meczu z Macedonią. W Polsce najbardziej zapamiętany został po meczu Polska - Azerbejdżan w Warszawie w 2005 roku (8:0) po tym, jak strzelił bramkę samobójczą. Hacıyev gra w lidze azerskiej. Jest wychowankiem klubu Şəfa Baku, następnie grał w zespole Turan, z miejscowości Tovuz. Dla kadry narodowej zagrał 22 razy i nie strzelił żadnego gola.